# Ильинское (Юрьев-Польский район)
Ильинское — село в Юрьев-Польском районе Владимирской области России, входит в состав Красносельского сельского поселения.

## География
Село расположено в 1,5 км на запад от райцентра города Юрьев-Польский.

## История
Село Ильинское было вотчиной московских патриархов. В книгах Патриаршего казённого приказа записано: «Церковь Святого пророка Илии в государеве патриарше вотчине в селе Ильинском в одноряд дани 2 алтына 5 денег, десятильнича гривна и апреля 14 день на нынешний 137 (1629) год те денги взяты впервые». В 1654 году по новому дозору положено дани 2 рубля 5 денег. В 1643 году в Ильинском по указу патриарха Иосифа была построена новая деревянная церковь с двумя престолами: в честь Святого апостола и евангелиста Иоанна Богослова и Святого пророка Илии. Постройкой заведовал архимандрит Юрьевского Архангельского монастыря Дионисий. В новопостроенный храм патриарх Иосиф пожертвовал «и образы, и книги, и колокола и всякое церковное строение». В 1643 году причт церковный составляли «поп Савелий Семенов, дьячок Абрамко Васильев и пономарь Стенько Пименов». Под 1669 году в окладных книгах записано: «В с. Ильинском церковь Святого апостола и евангелиста Иоанна Богослова и святого пророка Илии, во дворе поп Савва с детьми Сенкою, Олешкою, Савкою, тяглых крестьянских 48 дворов, бобыльских 4 двора. После упразднения патриаршества село поступило в ведомство Синодального приказа. В 1792 году вместо ветхой деревянной церкви прихожане на свои средства поставили каменную с престолами в честь тех же святых (Апостола и евангелиста Иоанна Богослова и Пророка Божия Илии). При церкви каменная колокольня и ограда. В 1868 году в главном храме поставлен новый резной позолоченный иконостас, стены расписаны священными картинами. В 1873 году в Ильинском приделе также поставлен новый иконостас и вызолочен в 1876 году. В селе была земская народная школа. 
В советское время храм закрыт и разграблен. Сломана ограда.
В конце XIX — начале XX века село являлось центром Ильинской волости Юрьевского уезда.
С 1929 года село являлось центром Ильинского сельсовета Юрьев-Польского района, с 1965 года — в составе Красносельского сельсовета.

## Население
| 1859 | 1905 | 2002 | 2010 | 2021 |
| ---- | ---- | ---- | ---- | ---- |
| 497  | ↗694 | ↘63  | ↗87  | ↗102 |

## Достопримечательности
В селе находится Церковь Иоанна Богослова (1792).